# Twin (Desktop-Umgebung)
Twin (Textbased Window Manager) ist eine von Massimiliano Ghilardi geschriebene textbasierte Desktop-Umgebung für Unix und unixoide Systeme.
Sie ist als freie Software unter der GPL und der LGPL veröffentlicht.

## Geschichte
1991 wurde Twin von Ghilardi auf DOS-Basis entwickelt. Da DOS keine Multitasking-Unterstützung bietet, konnten keine fremden Programme unter Twin verwendet werden. 1999 portierte Ghilardi es für Linux und erweiterte es stark.
Mittlerweile existieren für Twin zahlreiche Erweiterungen wie X11-Unterstützung, Netzwerkintegration und einen eingebauten Konsolenemulator.